# 3072 Vilnius
För andra betydelser, se Vilnius (olika betydelser).
3072 Vilnius eller 1978 RS1 är en asteroid i huvudbältet som upptäcktes den 5 september 1978 av den rysk-sovjetiske astronomen Nikolaj Tjernych vid Krims astrofysiska observatorium på Krim. Den har fått sitt namn efter Lettlands huvudstad Vilnius.
Asteroiden har en diameter på ungefär 4 kilometer och den tillhör asteroidgruppen Matterania.